# Kali (kampkunst)
 For alternative betydninger, se Kali. (Se også artikler, som begynder med Kali)
Arnis, Kali og Escrima er filippinsk kampkunst. De er især kendetegnet ved brug af korte stokke og sværd.

## Forskellen på Arnis, Kali og Escrima
De væsentlige forskelle ligger i, hvorvidt man dyrker Modern Arnis, Latosa Eskrima, Balintawak eller en helt fjerde stilart. Der er imidlertid forskelle rent historisk og geografisk. Enkelte teknikker vil også kunne klassificeres som udpræget Arnis eller udpræget Escrima, men kun af eksperter.

### Kali
Kali er en ældgammel filippinsk kampkunst, der anvender sværd, knive, stokke eller våbenløs kamp. I dag bruges Arnis, Kali og Escrima i flæng om de filippinske kampsystemer. Imidlertid har de vidt forskellig historie. Kali har fælles rødder med silat, men selv om båndene er svære at skille ad, har Kali udviklet sig anderledes. Således var Kali baggrunden for udviklingen af Escrima. Tyngden i Kali ligger i brugen af sværd, mens den i Arnis er mere stokkeorienteret. Escrima placerer sig midt imellem. For Kali betyder det flydende bevægelser, der følger sværdets tyngde. Dansen/rytmen spiller også en stor rolle i det flow, som sværdet giver.
En Kali-udøver hedder en Kalista.

### Escrima
Escrima er fremkommet under den spanske besættelse af Filippinerne. Rustningen blandt de spanske erobrere, Conquistadorer, har haft indflydelse på teknikkerne. Uden rustning var snitsår ofte dødelige, imod udrustningen blev især stik mod halsen mere almindelige.
Ligeledes har de spanske teknikker inspireret filippinerne. Disciplinen Espada y daga sværd og kniv har klare linjer til spansk fægtekunst.
Navnet Escrima stammer fra spansk og betyder fægtning. En udøver hedder en Escrimador.

### Arnis
Arnis kommer af "arnes de mano" som betyder håndens rustning. Udgangspunktet var et forbud mod at bære våben. Derfor er Arnis især en stokkeorienteret kampkunst. Den noget lettere stok giver et andet flow end sværdet, hvorfor bevægelserne og slagene er mere staccato-agtige. Arnis indeholder en del teknikker som ikke kan laves med et sværd.
Den første stormester kaldes Lapu-Lapu og var høvding for den stamme, der dræbte Ferdinand Magellan i 1521.
En Arnis-udøver hedder en Arnisador.
Der er også en vis geografisk tilgang til navnene. Kampkunsten har forskellige navne i Filippinerne, hvor der er over 90 separate sprog. Således er Kali navnet i det sydlige Filippinerne, mens man i Visayas, som er Filippinernes midterste samling af øer, bruger navnet Escrima, og Arnis er det nordfilippinske navn, især anvendt på Luzon. Af andre navne kan nævnes Fraile, Estoque, Estocada, Garote, Serrada m.fl.

## Stilarter i Arnis/Kali/Escrima
For at forstå variationen i Arnis/Kali/Escrima skal man se på miljøet, hvor det er udviklet. Således er teknikkerne i en tæt jungle, ikke de samme som på en åben sandstrand eller et stejlt bjergmiljø. Det vil sige at for hver lokalitet har lokale forhold været udslagsgivende for hvordan man håndterer sine våben. Af samme årsag kan længden af våbnene svinge meget.
I dag afhænger udførelsen af stilarterne også af hvilke mestre, man har trænet ved.

## Undersystemer – filippino martial arts
Inden for Arnis, Kali, Escrima findes en række undersystemer, som der er tradition for at inkorporere i kampformerne. De eksisterer altså ikke som selvstændige systemer, men kan findes overalt i de filippinske kampsystemer. 
Det er 
- Buno – brydning
- Dumog – brydning
- Kinomutay – brydning
- Panantukan – boksning
- Pananjakman – spark
- Sikaran – spark
- Kuntaw - slag og spark
- Hubud Lubud – trapping
- Mano Mano – trapping
- De Cadena – trapping
- Pananandata – alternative våben
- Dulo Dulo – håndslang spids stok
- Bankaw – mandshøj stav

I moderne tid har venskabet mellem Kali-guruen Dan Inosanto og Kung fu-mesteren Bruce Lee gjort, at Kali har været en væsentlig inspirationskilde til den konceptmetode som Dan Inosanto udviklede af Jeet Kune Do.